# Atlantska plovidba
Atlantska plovidba d.d. (у перекладі з хорв. АТ «Атлантична плавба») — хорватська судноплавна компанія, заснована 1955 року в Дубровнику. Працює здебільшого на ринку суховантажних перевезень, які здійснює навалом, обслуговуючи як внутрішніх, так і зарубіжних замовників.

## Історія

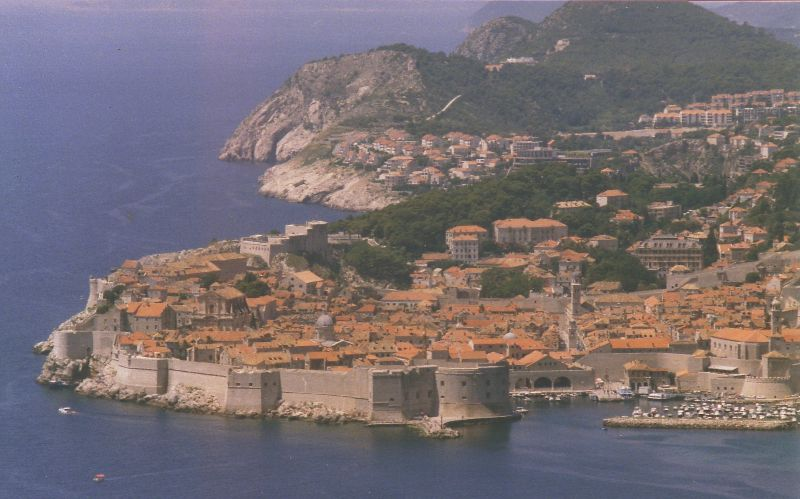
«Atlantska plovidba» базується у місті-фортеці Дубровнику.

Історія компанії тісно пов'язана з історією Дубровника. На початку Другої світової війни флот цього міста становив приблизно 200 000 реєстрових тонн і представляв близько половини всього торговельного флоту Югославії. Крім того, Дубровник мав частку капіталу від 30% до 60% у решті югославських пароплавств. Однак до кінця Другої світової війни вціліли лише дев'ять кораблів загальною тоннажністю 42 000 реєстрових тонн.
Ці дев'ять кораблів були націоналізовані і передані югославській державній компанії «Юголінія», що базувалася в Рієці, тим самим залишаючи Дубровник без торговельного флоту. Через кілька років жителі Дубровника звернулися до Союзної виконавчої ради ФНРЮ із клопотанням про роздержавлення флоту. Держава погодилася, і рішенням керівництва тодішньої громади Дубровник (місцевої влади) 27 травня 1955 р. було засновано «Атлантску пловідбу».
На початку компанія рішенням тогочасної Союзної виконавчої ради одержала сім нелайнерних пароплавів загальною тоннажністю 35 038 реєстрових тонн. Ці кораблі працювали на вугіллі та могли розвивати швидкість від шести до восьми вузлів і мали в середньому вік 35 років. Ці пароплави надійшли в розпорядження компанії у період із 19 грудня 1955 по 1957 рік.
Перші повоєнні роки були дуже прибутковими для компанії, що дозволяло їй реінвестувати в саму себе. У той же час уряд Югославії зацікавився будівництвом кораблів. Це поєднання сприятливих обставин дозволило компанії до 1965 року створити флот із 20 суден загальною тоннажністю 183 000 реєстрових тонн. Окрім потроєння свого тоннажу, суднобудівна програма скоротила середній вік кораблів до 17 років.
Побудувавши декілька нових кораблів у Трієсті та на корабельнях у Спліті і Трогірі, «Атлантська пловідба» у 1970 році списала на брухт останній із тих перших дев'ятьох кораблів. До 1975 р. середній вік кораблів її флоту знизився до 7,5 років. 1976 року компанія збудувала свій найбільший суховантаж «Ядран» на 72 887 DWT, а у 1980-х роках розжилася ще на 5 суден панамакс, збільшивши тоннаж флоту на 310 000 DWT.
З 1991 по 1995 роки діяльність компанії порушила хорватська війна за незалежність.  Під час війни хорватський судновий реєстр не визнавався, і деякий час «Атлантска пловідба» реєструвала свої кораблі у Мальтійському реєстрі. Після закінчення війни компанія перереєструвала свої кораблі під прапором Хорватії.
До 2001 року її флот налічував 779 378 DWT, і компанія почала урізноманітнювати свою діяльність, поширюючи її на інші галузі промисловості. На самому початку вона відкрила морське агентство і турфірму, пізніше зайнялася готельним бізнесом і авіаперевезенням. Компанії належать три готелі: «Hilton Imperial», «Hotel Lapad» і «Grand Hotel» на острові Лопуд.  2005 року компанія заснувала чартерну авіакомпанію.
Компанія пишається своїм внеском у морську освіту в Хорватії. Це допомогло профінансувати і відкрити три вищі навчальні заклади: Дубровницьке морехідне училище у 1959 р., Дубровницький технікум інженерів морського транспорту в 1964 р. і Дубровницький морський університет у 1986 р.

## Парк плавзасобів
Станом на 2008 рік, парк плавзасобів компанії складався з 21 корабля трьох типів: балкерів, суден-ваговозів і каботажних суден.
Компанія володіє 14 балкерами вантажопідйомністю від 30 000 до 75 000 тонн (DWT). Ці кораблі працюють у всьому світі між різними портами без розкладу, залежно від наявності партій вантажу. Вісім із них здатні вивантажувати власний вантаж.
Компанія має також 4 великовантажні судна, здатні піднімати вантажі до 500 метричних тонн. Ці судна вміщують по 7 713 DWT кожне і працюють по всьому світу.
Третім типом суден, якими володіє компанія, є невеликі прибережні торговельні кораблі. В її розпорядженні три види цього типу, призначені для сухого вантажу Ці судна працюють виключно в Середземному морі та не здатні до саморозвантаження.